# Animal (Pearl Jam)
Animal è una canzone dei Pearl Jam, contenuta nel loro secondo album Vs.. La canzone fu eseguita agli MTV Video Music Awards del 1993; una rara occasione per una canzone che non ha un video. Fu pubblicata nel 1994 come singolo e fu successivamente inclusa nella tracklist di Rearviewmirror: Greatest Hits 1991-2003.

## Significato del testo
Il significato della canzone viene spesso confuso dai fan in quanto molti credono sia riferito all'odio della band verso i media oppure altri pensano sia riferita ad una violenza sessuale di gruppo. Tuttavia, considerando la popolarità dei Pearl Jam è probabile che sia rivolta ai media. La band avrebbe voluto scrivere molte più canzoni come questa, a partire dall'album successivo Vitalogy.

## Formati e tracklist
- Compact Disc Single (US, Germany, and Austria)
  1. "Animal" (Dave Abbruzzese, Jeff Ament, Stone Gossard, Mike McCready, Eddie Vedder) – 2:47
  2. "Animal" (live) (Abbruzzese, Ament, Gossard, McCready, Vedder) – 3:00
  3. "Jeremy" (live) (Vedder, Ament) – 5:31

  - Tracce dal vivo registrate al Fox Theater di Atlanta, Georgia, il 3 aprile 1994.
- Compact Disc Single (Australia)
  1. "Animal" (Abbruzzese, Ament, Gossard, McCready, Vedder) – 2:47
  2. "Jeremy" (Vedder, Ament) – 5:18
  3. "Oceans" (Vedder, Gossard, Ament) – 2:44
  4. "Alive" (live) (Vedder, Gossard) – 4:57
- Compact Disc Single (Australia)
  1. "Animal" (Abbruzzese, Ament, Gossard, McCready, Vedder) – 2:47
  2. "Jeremy" (live) (Vedder, Ament) – 5:31
  3. "Daughter" (live) (Abbruzzese, Ament, Gossard, McCready, Vedder) – 5:07
  4. "Animal" (live) (Abbruzzese, Ament, Gossard, McCready, Vedder) – 3:00

  - Tracce dal vivo registrate al Fox Theater di Atlanta, Georgia, il 3 aprile 1994.
- Cassette Single (Australia)
  1. "Animal" (Abbruzzese, Ament, Gossard, McCready, Vedder) – 2:47
  2. "Jeremy" (Vedder, Ament) – 5:18
  3. "Oceans" (Vedder, Gossard, Ament) – 2:44
  4. "Alive" (live) (Vedder, Gossard) – 4:57
- Cassette Single (Australia)
  1. "Animal" (Abbruzzese, Ament, Gossard, McCready, Vedder) – 2:47
  2. "Jeremy" (live) (Vedder, Ament) – 5:31
  3. "Daughter" (live) (Abbruzzese, Ament, Gossard, McCready, Vedder) – 5:07
  4. "Animal" (live) (Abbruzzese, Ament, Gossard, McCready, Vedder) – 3:00

  - Tracce dal vivo registrate al Fox Theater di Atlanta, Georgia, il 3 aprile 1994.